# الخائن (فلم 2015)
الخائن (الكورية: 간신) فيلم كوري تاريخي من اخراج مين كيو-دونغ.

## القصة
يروي الفيلم قصة ملك جوسون المستبد يونسان الذي يستغل الشعب من أجل ملذاته الجسدية، وخادمه الذي يبدو مخلصًا له ويسيطر عليه وعلى جميع معاملات المحكمة، وامرأة تسعى للانتقام.

## الجوائز والترشيحات
| السنة | المهرجان                            | الجائزة          | المستلم    | النتيجة |
| ----- | ----------------------------------- | ---------------- | ---------- | ------- |
| 2015  | جوائز الناقوس الكبرى الدورة 52      | افضل اخراج فني   | لي تاي-هون | رُشِّح     |
| 2015  | جوائز الناقوس الكبرى الدورة 52      | افضل تصميم ازياء | لي جين-هي  | رُشِّح     |
| 2015  | جوائز أفلام التنين الأزرق الدورة 36 | افضل ممثلة جديدة | لي يو يونغ | فوز     |
| 2015  | جوائز أفلام التنين الأزرق الدورة 36 | افضل اخراج فني   | لي تاي-هون | رُشِّح     |

## روابط اضافية
- مقالات تستعمل روابط فنية بلا صلة مع ويكي بيانات